# 이노 히로야

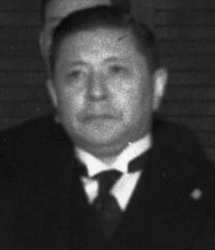

이노 히로야(井野 碩哉, いの ひろや, 1891년 12월 12일~1980년 5월 19일)는 일본의 정치인이자 관료로, 농림대신, 척무대신(拓務大臣), 법무대신, 재판관탄핵재판소장, 중의원 의원, 참의원 등을 지냈다.
도쿄부 도쿄시 니혼바시구(日本橋区) 출신으로, 도쿄 제국대학 졸업 후, 농상무성 관료가 되었다. 농림성 잠사국장(蚕糸局長) 을 거쳐, 1937년 기획청(企画庁) 설립에 수반해 기획청 초대 차장이 되었다. 그 후 농업 용수차관이 되었으며, 1941년 고노에 내각에 농림수산대신으로 첫 입각하였다.
도조 내각에서도 계속해서 농림수산대신을 지냈으며, 도조 내각에서는 척무대신도 겸임하였다. 1942년 중의원 의원 선거에 출마해 당선되었으며, 1945년 호국동지회(護国同志会) 결성에 참여하였다.
전 후, 1945년 9월 11일에 A급 전범 용의자로 체포돼 요코하마의 스가모 구치소에 수용되었다. 공직 추방 해제 후인 1953년, 참의원 의원 선거(미에현 선거구) 에 자유민주당 소속으로 출마해 첫 당선되었다. 기시 노부스케 파벌의 일원으로서 정계에 복귀했으며, 1959년 제2차 기시 내각 개조내각에서 법무대신이 되었다. 1965년 훈일등서보장(勲一等瑞宝章) 을 받았으며, 1967년 재판관탄핵재판소장이 되었다. 1972년 욱일대수장(旭日大綬章) 을 받았으며, 1980년 사망하였다.
| 전임 아이치 기이치 | 일본 법무대신 1959년~1960년 | 후임 고지마 데쓰조 |

| 전임 도고 시게노리 | 일본 척무대신 1941년~1942년 | 후임 (폐지) |

| 전임 이시구로 다다아쓰 | 일본 농림대신 1941년~1943년 | 후임 야마자키 다쓰노스케 |